# Best New Horror 27
Best New Horror 27 är den tjugosjunde volymen i antologiserien med samma namn. Den publicerades 2017 på det brittiska bokförlaget PS Publishings underetikett Drugstore Indian Press.

## Innehåll
- "Introduction: Horror in 2015" av Stephen Jones
- "The Coffin House" av Robert Aickman
- "The Lake" av Daniel Mills
- "The Barnacle Daughter" av Richard Gavin
- "Exposure" av Helen Marshall
- "The Larder" av Nicholas Royle
- "The Seventh Wave" av Lynda E. Rucker
- "Underground Economy" av John Langan
- "The Drowning City" av Loren Rhoads
- "The Chapel of Infernal Devotion" av Ron Weighell
- "Alma Mater" av Kate Farrell
- "Hibakusha" av L. P. Lee
- "The Offing" av Conrad Williams
- "Marrowvale" av Kurt Fawver
- "Hairwork" av Gemma Files
- "Black Dog" av Neil Gaiman (Locuspriset 2016)[1]
- "In the Earth" av Storm Constantine
- "In the Lovecraft Museum" av Steve Rasnic Tem
- "Necrology: 2015" av Stephen Jones och Kim Newman